# Pygopleurus ottomanus
Pygopleurus ottomanus är en skalbaggsart som beskrevs av Baraud 1989. Pygopleurus ottomanus ingår i släktet Pygopleurus och familjen Glaphyridae. Inga underarter finns listade i Catalogue of Life.